# Бри (Де Севр)
Бри (фр. Brie) насеље је и општина у западној Француској у региону Поату-Шарант, у департману Де Севр која припада префектури Бресир.
По подацима из 2011. године у општини је живело 202 становника, а густина насељености је износила 16,89 становника/km². Општина се простире на површини од 11,96 km². Налази се на средњој надморској висини од 88 метара (максималној 71 m, а минималној 50 m).

## Демографија
| 1962. | 1968. | 1975. | 1982. | 1990. | 1999. | 2011. |
| ----- | ----- | ----- | ----- | ----- | ----- | ----- |
| 212   | 273   | 253   | 230   | 228   | 208   | 202   |

График промене броја становника у току последњих година